# عسل‌یاب دمگاه‌زرد
عسل‌یاب دمگاه‌زرد (نام علمی: Indicator xanthonotus) پرنده‌ای به اندازه گنجشک از تیرهٔ عسل‌یابان است که در آسیا و عمدتاً در جنگل‌های کوهستانی در امتداد هیمالیا یافت می‌شود. آنها بسیار شبیه سهره هستند، اما پاها قوی و زایگوداکتیل هستند، با دو انگشت رو به جلو و دو انگشت رو به عقب. آنها روی کندوی زنبور نشسته و از موم تغذیه می‌کنند. نرها معمولاً قلمروطلب هستند و در نزدیکی لانه زنبوری می‌مانند در حالی که ماده‌ها و نوجوانان به‌طور گسترده علوفه می‌کنند. آنها انگل‌های زادآور هستند و تخم‌های خود را در لانه زادآوران سوراخ درخت، احتمالاً ریش‌مرغان آسیایی، می‌گذارند.